# ナンシー・フランコ
ナンシー・イェセニア・フランコ（Nancy Yesenia Franco、1989年2月17日 - ）は、メキシコのプロボクサー。シナロア州ロスモチス出身。IBF女子世界ミニフライ級王者。

## 来歴
2008年11月29日、デビュー戦をTKO勝利。
2009年10月28日、後のフライ級世界王者アレリー・ムシーニョに1回TKO負け。
再起して2連勝後の2010年5月14日、Maricela Quinteroが持つメキシコ女子ミニフライ級王座に挑んだが、2度ダウンを奪われ判定負け。
2011年1月8日、イベス・サモラが持つWBC女子世界ミニフライ級ユース王座に挑むが、6回TKO負け。
2012年6月2日、今度はアナイ・トーレスが持つ同王座に再挑戦も判定でまたしても実らず。
2013年5月17日、アナ・アラゾラとIBF女子インターコンチネンタルミニフライ級王座をかけて対戦し、判定でタイトル獲得。
2013年11月28日、東京・後楽園ホールにて江畑佳代子とのIBF女子世界ミニフライ級王座決定戦に挑み、3-0判定で世界王座獲得。
2014年5月10日、初防衛戦として過去に藤岡奈穂子が持つWBC王座に挑戦した経験を持つビクトリア・アルゲッタと対戦するが、0-3判定で敗れ王座陥落。
2014年8月16日、Ivoon Rosas相手に3-0の判定勝利を挙げ再起成功。
2015年2月21日、ビクトリア・アルゲッタと再戦し、2-1の判定で勝利、IBF王座を奪回した。
2015年12月20日、福岡市九電記念体育館にてWBC王者黒木優子に挑戦。この試合前にIBF王座を返上し、統一戦ではなくWBC王座に挑戦する形になったが、0-3の判定で敗れた。

## 戦績
- 23戦 14勝（4KO） 7敗 2分

## 獲得タイトル
- IBF女子インターコンチネンタルミニフライ級王座
- IBF女子世界ミニフライ級王座（防衛0=陥落）